# Tony Waiters
Anthony Keith Waiters (Southport, Inglaterra, 1 de febrero de 1937-10 de noviembre de 2020) fue un futbolista y entrenador británico.

## Carrera deportiva
Como futbolista, hizo toda su carrera en el fútbol de Inglaterra, jugando cuatro equipos. Disputó cinco partidos con la selección inglesa en 1964. Después de su retiro en 1972, arrancó su trabajo como entrenador en el Plymouth Argyle, y en 1977 asumió la dirección técnica de los Vancouver Whitecaps de la North American Soccer League (NASL) y permaneció hasta la temporada 1979. En su último año fue campeón de la NASL. Más tarde, fue contratado como seleccionador de Canadá, y en su cargo logró clasificar a la selección al Mundial de 1986 por primera vez en la historia. También dirigió al combinado canadiense en los Juegos Olímpicos de Los Ángeles de 1984. Fue miembro de Canada Soccer Hall of Fame (2001-2020). 

## Clubes

### Como jugador
| Club              | País       | Año       |
| ----------------- | ---------- | --------- |
| Bishop Auckland   | Inglaterra | 1957-1958 |
| Macclesfield Town | Inglaterra | 1958-1959 |
| Blackpool         | Inglaterra | 1959-1967 |
| Burnley           | Inglaterra | 1970-1972 |

### Como entrenador
| Club                | País       | Año       |
| ------------------- | ---------- | --------- |
| Plymouth Argyle     | Inglaterra | 1972-1977 |
| Vancouver Whitecaps | Canadá     | 1977-1979 |
| Selección de Canadá | Canadá     | 1981-1986 |
| Selección de Canadá | Canadá     | 1990-1991 |